# Csatári László
Csatári László (Nyírbátor, ? –) Öveges József-díjas, Ericsson díjas fizika–informatika–ábrázoló geometria szakos tanár.

## Élete, tevékenysége
Általános és középiskolát szülővárosában végezte.
1995-ben végzett Debrecenben a Kossuth Lajos Tudományegyetemen fizika–ábrázoló geometria szakon. Másoddiplomáját 1998-ban szerezte a Kossuth Lajos Tudományegyetemen informatika szakon.
1998-tól a debreceni Szent József Gimnázium, Szakközépiskola és Kollégium tanára.
Jelenlegi iskolájában fizikát és informatikát tanít.
Tanítványaival számos hazai és nemzetközi fizika- és fizikához/informatikához kapcsolódó versenyen vett részt. Tagja a debreceni Hatvani István Fizikaverseny szervezőbizottságának. Több ismeretterjesztő előadást, illetve kísérleti bemutatót tartott, elsősorban fénytani és atomfizikai témákhoz kapcsolódóan. Rendszeresen szervezett fizikához és informatikához kapcsolódó különféle táborokat.
Rendszeres résztvevője a fizikatanári ankétoknak, ezeken több alkalommal tartott műhelyfoglalkozást, továbbá kísérleti bemutatókat (a „Tíz perces kísérletek” keretében). 2012–2014 között három pályamunkát adott be a Magyar Nukleáris Társaság pályázatára, és ezzel 2014-ben elnyerte a Öveges József-díjat. 2014-ben Debrecenben részt vett a Színpadon a Természettudomány 2014 válogatóversenyen, ahol fődíjat nyert, és ezzel bekerült a 2015. évi londoni Science on Stage fesztiválra utazó kilencfős magyar delegációba.

## Publikációi
- Tehetséggondozás Debrecenben : Élő Fizika : A fizika népszerűsítésének újszerű lehetőségei, (társszerző: Kun Ferenc), Természet Világa, 2012/5 melléklet,  Archiválva 2020. november 24-i dátummal a Wayback Machine-ben
- Saját építésű Geiger-Müller számláló, Fizikai Szemle, 2014/6, 206–209 oldal.  Archiválva 2017. december 15-i dátummal a Wayback Machine-ben
- Öveges díjat érő munkáim Nukleon, 2015. április, 178. cikk.
- Szem – fény – vesztés, Fizikai Szemle, 2015/5, 178–179 oldal.  Archiválva 2015. május 30-i dátummal a Wayback Machine-ben

## Díjai, kitüntetései
- Tízperces kísérletek – I. díj, (55. Országos Fizikatanári Ankét és Eszközbemutató, Győr), 2012.[2]
- Műhelyfoglalkozás – 3. helyezett (56. Országos Fizikatanári Ankét és Eszközbemutató, Székesfehérvár), 2013.[3]
- Színpadon a Természettudomány 2014. – fődíj[4]
- Öveges József-díj, 2014. és 2016.[5]
- Fizikatanári myDAQ pályázat 2. hely, 2015.
- Ericsson-díj, 2015.[6]